# Borrelia duttoni
Espèce
Les fièvres récurrentes à tiques sont des anthropo-zoonoses dues au spirochète Borrelia duttoni transmis de l'animal à l'homme par divers tiques du genre Ornithodoros, hôtes intermédiaires et vecteurs.

## Répartition géographique et importance
On différencie traditionnellement 5 groupes, séparés par leurs aires de distribution géographique, leurs hôtes vecteurs et de légères variations du tableau clinique ; mais on n'admet plus actuellement la pluralité des spirochètes en cause.

Sans atteindre le caractère épidémique de la fièvre récurrente mondiale à poux, les récurrentes à tiques passent facilement à l'homme du fait des mœurs de punaises des Ornithodori vecteurs. Ce sont, de plus, des affections difficiles à juguler par l'antibiothérapie et d'un pronostic parfois sévère du fait de leur complications.

## Biologie
Fourmillant dans le liquide cœlomique de l'Ornithodorus, Borrelia duttoni infecte l'homme soit par le liquide coxal libéré sur la peau lorsque l'acarien pique, cas le plus général, soit par la salive injectée lors de la piqûre.

## Clinique

### Récurrentehispano-marocaine
La récurrente hispano-marocaine, transmise par le liquide coxal d'Ornithodorus erraticus, se différencie de la récurrente à poux :
- par sa courbe thermique très irrégulière, à récurrences nombreuses mais d'importance variable,
- par la fréquence des complications méningées ou hépato-néphritiques graves,
- par son pronostic parfois très sévère.

### Récurrentecentre-africaine
La récurrente centre-africaine, transmise par le liquide coxal d'Ornithodorus moubata, après une première période fébrile de 1 à 2 jours seulement, présente de très nombreuses récurrences, plus de 10 parfois, aussi nettes que celles de la récurrence à poux mais séparées par des apyrexies de durée très variable pouvant aller de 1 jour à 3 semaines.

Les complications graves sont le plus souvent des iritis (inflammation de l'iris de l'œil), iridocyclites ou ictères sévères.

Le pronostic est variable selon les années, la mortalité allant de 5 % à parfois 50 %.

### Récurrenteasiatique
La récurrente asiatique, transmise par la salive d'Ornithodorus tholozani, présente une courbe intermédiaire entre celle de la récurrente à poux et de la récurrente centre-africaine : récurrences nombreuses, 5 ou plus, courtes (1 à 3 jours), bien marquées avec "à pics" nets au début et à la fin, mais réparties irrégulièrement.

Les complications spléniques de type hémorragique sont fréquentes, ainsi que les complications oculaires ou ictériques.

### Récurrentesporadique des États-Unis
La récurrente des États-Unis, transmise par la salive d'Ornithodorus turicata, a un tableau clinique très proche de celui de la récurrente centre-africaine.

### Récurrenteintertropicale américaine
La récurrente intertropiale américaine, transmise par le liquide coxal d'Ornithodorus talaje, a, comme la précédente, l'aspect d'une récurrente centre-africaine.

## Diagnostic
En pratique, il est le même que celui de la récurrente à poux. Ici, cependant, la faible durée de la parasitémie rend illusoire la confirmation sur lames et nécessite l'inoculation à l'animal de choix, cobaye ou souris.

## Traitement
L'oxytétracycline est le médicament de choix, mais la résistance de Borrelia duttonirend nécessaire l'emploi de doses répétées et prolongées pendant 6 à 8 jours.
À ce prix, la maladie sera jugulée mais il faudra craindre une réaction de Jarisch-Herxheimer (réaction allergique à la suite de la lyse brutale des borrelies).